# 努哈
努哈（阿拉伯语：نوح；羅馬化：Nūḥ）是《古蘭經》裡提到的先知。努哈（挪亞）的故事散見於整部《古蘭經》中，書中還有一個專門講述努哈事蹟的篇章——努哈章。在伊斯蘭教裡，努哈是真主的五大使者之一，其他四人分別是易卜拉欣（亞伯拉罕）、穆薩（摩西）、爾撒（耶穌）以及穆罕默德。

## 《古蘭經》中的努哈
《古蘭經》說努哈一如其他先知一樣，都是受真主啟示的，他是一個忠誠的使者（古蘭經4：163；26：107）。
努哈以九百五十年的光陰不斷警告他的族人將有痛苦的刑罰到來，因為他們胡作非為又悖逆真主（11：25；29：14；71：1－5）。他號召人們服侍真主，又說除了真主沒有其他人能拯救他們（23：23）。他告訴人們真主已預定洪水的刑罰，不再緩刑。他們若服從真主，即可獲得真主赦免（7：59－64；11：26）。
族人的領袖們不信努哈的警告，譏笑他只不過在迷誤之中，而且同他們一樣是個會死的凡人。努哈反駁他們，他不僅沒有錯誤，而且還是真主派遣的使者，傳達真主的訊息。真主派遣努哈為警告者，以便人們有機會悔改而獲得主的原諒、領會主的仁慈（7：59－64；26：105－110）。
真主命令努哈建造一隻方舟。努哈在打造方舟的時候，族人的領袖們只不過是從旁經過並且訕笑一番。當他完成方舟時，他使方舟載滿了各種動物，並使其家人安置其中（11：35－41）。否認努哈警告的人們遭洪水溺斃（7：64）；努哈的兒子便是其中之一（11：42－48）。
努哈又被稱作是感恩的僕人（17：3）。真主以預言和天經賞賜努哈及易卜拉欣的後裔（57：26）。

## 與《聖經》記載的差異
《古蘭經》說努哈的兒子不被真主拯救（11：42－48），《聖經》卻說耶和華要拯救挪亞的全家人（創世紀 7：1）。
《古蘭經》說努哈的方舟停在朱迭山（11：44），《聖經》卻說停在亞拉臘山（創世紀 8：4）。朱迭山在今土耳其與敘利亞交界，而亞拉臘山在土耳其境內，在朱迭山東北三百公里。